# Atanazja (Lepioszkina)
Atanazja, imię świeckie Aleksandra Wasiljewna Lepioszkina (ur. 15 marca 1885 w Moskwie, zm. w 1931 w Kazachstanie) – rosyjska mniszka prawosławna.

## Życiorys
Była córką urzędnika handlowego Wasilija Lepioszkina, ukończyła Instytut Usaczewski, znała język niemiecki oraz język francuski. Po ukończeniu edukacji nieoczekiwanie dla rodziny wstąpiła do Pustelni Zozyma, Trójcy Świętej i Smoleńskiej Ikony Matki Bożej „Hodegetria”, którą opiekowali się jej zamożni krewni. W 1904 przełożona monasteru, ihumenia Zofia (Bykowa), skierowała ją do monasteru św. Serafina z Sarowa w Ponietajewce na naukę ikonopisania. Po półrocznej nauce wróciła do macierzystej wspólnoty i odtąd zajmowała się w niej pisaniem ikon. W 1920 złożyła wieczyste śluby mnisze z imieniem mniszym Atanazja, po czym jako ihumenia objęła kierownictwo we wspólnocie. Przełożoną pozostawała do zamknięcia monasteru w 1928.
Po likwidacji klasztoru ihumenia Atanazja zamieszkała we wsi Ałabino. Trzy lata później została aresztowana pod zarzutem prowadzenia agitacji antyradzieckiej, w szczególności sprzeciwu wobec kolektywizacji rolnictwa. Nie przyznała się do winy. Razem z mniszką Eudoksją, z którą prowadziła gospodarstwa, została skazana na pięcioletnią zsyłkę do Kazachstanu. Zmarła wkrótce po przyjeździe do miejsca odbywania kary.
W 1989 obie kobiety zostały zrehabilitowane, zaś w 2000 zaliczone do Soboru Świętych Nowomęczenników i Wyznawców Rosyjskich.